# ماني هاريس
ماني هاريس (بالإنجليزية: Manny Harris)‏ مواليد 21 سبتمبر 1989 في ديترويت، هو لاعب كرة سلة أمريكي معتزل بدأ مسيرته الاحترافية في سنة 2010 وحمل الرقم 12. يبلغ طوله 6 قدم 5 بوصة (2.0 م).

## فرق لعب لها
- كليفلاند كافالييرز
- لوس أنجلوس ليكرز
- تورك تيليكوم

## إحصائيات المسيرة

### الرابطة الوطنية لكرة السلة

#### الموسم الاعتيادي
| السنة   | الفريق             | لعب | بدأ | دقيقة | ميداني% | ثلاثية | حرة  | ارتداد | صنع | استلاب | تصدي | نقطة |
| ------- | ------------------ | --- | --- | ----- | ------- | ------ | ---- | ------ | --- | ------ | ---- | ---- |
| 2010–11 | كليفلاند كافالييرز | 54  | 15  | 17.3  | .374    | .370   | .763 | 2.6    | 1.6 | .6     | .1   | 5.9  |
| 2011–12 | كليفلاند كافالييرز | 26  | 5   | 17.5  | .400    | .333   | .695 | 2.7    | 1.2 | .5     | .2   | 6.7  |
| 2013–14 | لوس أنجلوس ليكرز   | 9   | 0   | 20.0  | .400    | .350   | .833 | 3.8    | 1.2 | .4     | .1   | 8.1  |
| المسيرة | المسيرة            | 89  | 20  | 17.6  | .385    | .358   | .744 | 2.7    | 1.4 | .5     | .2   | 6.4  |

## روابط خارجية
- ماني هاريس على موقع إن بي أي (الإنجليزية)
- ماني هاريس على موقع الدوري التايواني الممتاز لكرة السلة (الصينية)
- ماني هاريس على موقع سبورتس رفرنس (الإنجليزية)
- ماني هاريس على موقع كرة السلة الأوروبية.كوم (الإنجليزية)
- ماني هاريس على موقع DraftExpress.com (الإنجليزية)
- ماني هاريس على موقع إي إس بي إن.كوم (الإنجليزية)
- ماني هاريس على موقع كلية كرة السلة في سبورتس رفرنس.كوم (الإنجليزية)
- ماني هاريس على موقع ريلجم (الإنجليزية)
- ماني هاريس على موقع بروبوليرز (الإنجليزية)
- ماني هاريس على موقع سبورتس رفرنس (الإنجليزية)